# ولاية محضة
ولاية محضة هي إحدى ولايات محافظة البريمي بسلطنة عمان. تبعد عن مسقط العاصمة حوالي (300كم) تقريبا، تتميز بموقعها القريب من دولة الإمارات العربية المتحدة، وهي ملاصقة لمدينة العين الإماراتية، حيث تحيط بها ولاية البريمي وإمارة أبوظبي بدولة الإمارات من الجهة الجنوبية الغربية، وإمارتي دبي والشارقة من الجهة الشمالية، وولايتا صحار وشناص من الجهة الشرقية. تقطنها قبيلة بني كعب.
تشتهر ولاية محضة بكونها ولاية زراعية ويتمثل في ذلك شعار الولاية الذي يعبر عن سنبلة قمح، وتمثل الزراعة مصدر دخل لأبناء الولاية. كما تشتهر ولاية محضة بعدد من الحرف التقليدية وهي: الغزل النسيج والسعفيات.

## المعالم السياحية والطبيعية
تضم الولاية كغيرها من ولايات السلطنة عددا من القلاع والحصون تدل على عراقة تاريخ هذه الولاية من أهمها وأشهرها حصن بيت الند الذي يقع بمركز الولاية والذي تم ترميمه مؤخرا. ومن أشهر أفلاج الولاية فلج محضة، وفلج الخطوة، وفلج نوي، وفلج الخضراء، وفلج شرم وفلج الجويف.
كما إن بالولاية مناطق سياحية وأودية شهيرة تعتبر منطقة جذب سياحي لزوارها من داخل السلطنة وخارجها، ومن أهم هذه الاودية وادي شرم، وادي الخطوة، ووادي الحيول، ومنطقة الجزيرة، ووادي خميس، ووادي القحفي ومصب الحاير واودية قرية الجويف ووادي الخضراء ووادي كحل.
و تحتوي الولاية كذلك على العديد من المتنزهات مثل متنزه مدل ومتنزه الكهف وغيرها العديد من المتنزهات

## الزراعة في ولاية محضة
تشتهر ولاية محضة بوجود العديد من المزروعات مثل القمح، البقوليات، الفاكهة، النخيل، الخضروات، وأعلاف الحيوانات.

## الخدمات الحكومية
مع سنوات النهضة العمانيه التي يقودها السلطان قابوس بن سعيد عرفت ولايه محضه كغيرها من الحواضر العمانية العديد من الخدمات الحكومية كالخدمات الصحية والتعليميه المتطوره وكذلك خدمات الكهرباء والمياه حيث تشرف على هذه الخدمات لضمان وصولها للمواطنين عدة مكاتب حكوميه أهمها: بلديه محضه - مركز التنمية الزراعيه - مكاتب الكهرباء والمياه والهاتف -  مركز للشرطه - المحكمة الشرعيه - مكتب الوالى ومكتب نائبه في الروضة.

## قبيلة بني كعب
حكمت قبيلة بني كعب هذه الولاية منذ ان عُرفت وكان حاكمها اثناء حرب البريمي الشيخ عبيد بن جمعة الكعبي.[بحاجة لمصدر]
وتسلسلت المشيخه الى الشيخ عبدالله بن سالم الكعبي